# Meus Prêmios Nick 2021
La 22ª edizione dei Meus Prêmios Nick si è svolta il 28 settembre 2021 negli studi televisivi di Nickelodeon Brasile a San Paolo. L'edizione è stata condotta dalle celebrità del web Bianca Andrade e Bruno "Fred" Carneiro Nunes.
Il candidato che ha raggiunto il maggior numero di vittorie è il gruppo musicale sud coreano BTS con 5 premi vinti su 5 candidature.

## Vincitori e candidature
I vincitori son indicati in grassetto.

### Televisione

#### Artista della TV preferita
- Tatá Werneck
- Flavia Pavanelli
- Ísis Valverde
- Maisa Silva

#### Artista della TV preferito
- Celso Portiolli
- Tiago Leifert
- Igor Jansen
- Rafael Portugal

#### Serie animata preferita
- Miraculous - Le storie di Ladybug e Chat Noir
- SpongeBob
- My Little Pony - L'amicizia è magica
- Irmão do Jorel

#### Programma di Nickelodeon preferito
- SpongeBob
- Danger Force
- A casa dei Loud
- Club 57

### Cinema

#### Film dell'anno
- Kally's Mashup: Um aniversário muito Kally!
- Luca
- Crudelia
- Doppio papà

### Musica

#### Artista musicale preferito
- Manu Gavassi
- Iza
- Zé Felipe
- Anitta

#### Canzone nazionale preferita
- Girl from Rio – Anitta
- Ainda vem que chegou – Vitor Kley
- Morena – Luan Santana
- Eu feat. você – Melim

#### Canzone internazionale preferita
- Butter – BTS
- Love Shot – Exo
- Lean on Me – Now United
- Tan enamorados – CNCO

#### Canzone dell'anno
- Permission to Dance – BTS
- Another One Bites the Dust – Queen
- Good 4 U – Olivia Rodrigo
- Liberdade (Quando o grave bate forte) – Alok, MC Don Juan e DJ GBR

#### Video musicale dell'anno
- Butter – BTS
- Lean on Me – Now United
- Good 4 U – Olivia Rodrigo
- Willow – Taylor Swift

#### Gruppo musicale preferito
- BTS
- Now United
- Blackpink
- CNCO

#### Fandom preferito
- Army (BTS)
- Uniters (Now United)
- Cactos (Juliette)
- Blinks (Blackpink)

### Miscellanea

#### Icona della moda
- Manu Gavassi
- Iza
- Juliette
- Jordanna Maia

#### Ispirazione dell'anno
- Rayssa Leal
- Gloria Groove
- Maju Coutinho
- Pequena Lo

#### Coppia preferita
- Manu Gavassi e Jullio Reis
- Fefe e Walker
- Zé Felipe e Virgínia
- Maria Clara Garcia e Lucas Abreu

#### Idolo rivelazione
- Vittor Fernando
- Maria Clara Garcia
- Fefe
- Vivi

#### Sfidante dell'anno
- Vittor Fernando
- Peixinho
- Vanessa Lopes
- Virgínia

#### Youtuber più cool
- uJoãozinho
- Enaldinho
- Planeta das Gêmeas
- Luiza Parente

#### Creatore di contenuti più brillante
- Juliette
- Any Gabrielly
- Pietro Guedes
- Luiza Parente

#### Gamer MVP
- Babi
- Malena
- Nobru
- Tazer Craft

#### InstaPets
- Plínio – Anitta
- Mia – Bruna Marquezine
- Pudim – Marcos Mion
- Gisele Pincher – Luísa Sonza